# ヴィルヘルム・デア・ユンゲレ (ブラウンシュヴァイク＝リューネブルク公)

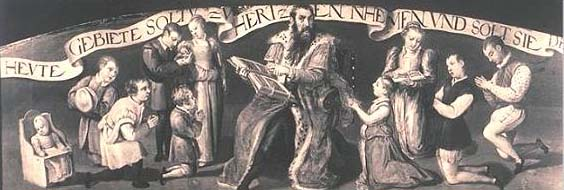
子供達に本を読み聞かせるヴィルヘルム（中央）

ヴィルヘルム・デア・ユンゲレ（ドイツ語：Wilhelm der Jüngere, 1535年7月4日 - 1592年8月20日）は、ブラウンシュヴァイク＝リューネブルク公の1人で、リューネブルク侯（在位：1559年 - 1592年）。デア・ユンゲレは「若い」を意味する異称。リューネブルク侯エルンスト1世とその妃ゾフィー・フォン・メクレンブルクとの間に四男として生まれた。

## 生涯
1559年に急死した長兄のフランツ・オットーからリューネブルク侯領を引き継いだ。但し、1569年までは次兄のハインリヒを共同統治者としていた。
1582年、ヴィルヘルムは精神錯乱に陥り、1584年には身の危険を感じた妻ドロテアが彼の元を離れて別居している。1592年に死去、長男のエルンスト2世が後を継ぎ、ドロテアが摂政となった。

## 子女
1561年、デンマーク・ノルウェー王クリスチャン3世の娘ドロテアと結婚し、間に15人の子女をもうけた。
- ゾフィー（1563年 - 1621年） - 1578年、ブランデンブルク＝アンスバッハ辺境伯及びブランデンブルク＝クルムバッハ辺境伯ゲオルク・フリードリヒと結婚
- エルンスト2世（1564年 - 1611年） - リューネブルク侯
- エリーザベト（1565年 - 1621年） - ホーエンローエ＝ランゲンブルク伯フリードリヒと結婚
- クリスティアン（1566年 - 1633年） - ミンデン司教、リューネブルク侯
- アウグスト1世（1568年 - 1636年） - ラッツェブルク司教、リューネブルク侯
- ドロテア（1570年 - 1649年） - プファルツ＝ツヴァイブリュッケン＝ビルケンフェルト宮中伯カール1世と結婚
- クララ（1571年 - 1658年） - シュヴァルツブルク＝ブランケンブルク伯ヴィルヘルムと結婚
- アンネ・ウルスラ（1572年 - 1601年）
- マルガレーテ（1573年 - 1643年） - 1599年、ザクセン＝コーブルク公ヨハン・カジミールと結婚
- フリードリヒ4世（1574年 - 1648年） - ブレーメン主席司祭、リューネブルク侯
- マリー（1575年 - 1610年）
- マグヌス（1577年 - 1632年）
- ゲオルク（1582年 - 1641年） - カレンベルク侯
- ヨハン（1583年 - 1628年）
- ジビッレ（1584年 - 1652年） - 1616年、従兄のブラウンシュヴァイク＝ダンネンベルク公ユリウス・エルンストと結婚

| 爵位・家督              | 爵位・家督                       | 爵位・家督         |
| ----------------------- | -------------------------------- | ------------------ |
| 先代 フランツ・オットー | リューネブルク侯 1559年 - 1592年 | 次代 エルンスト2世 |